# تنوع جنسی

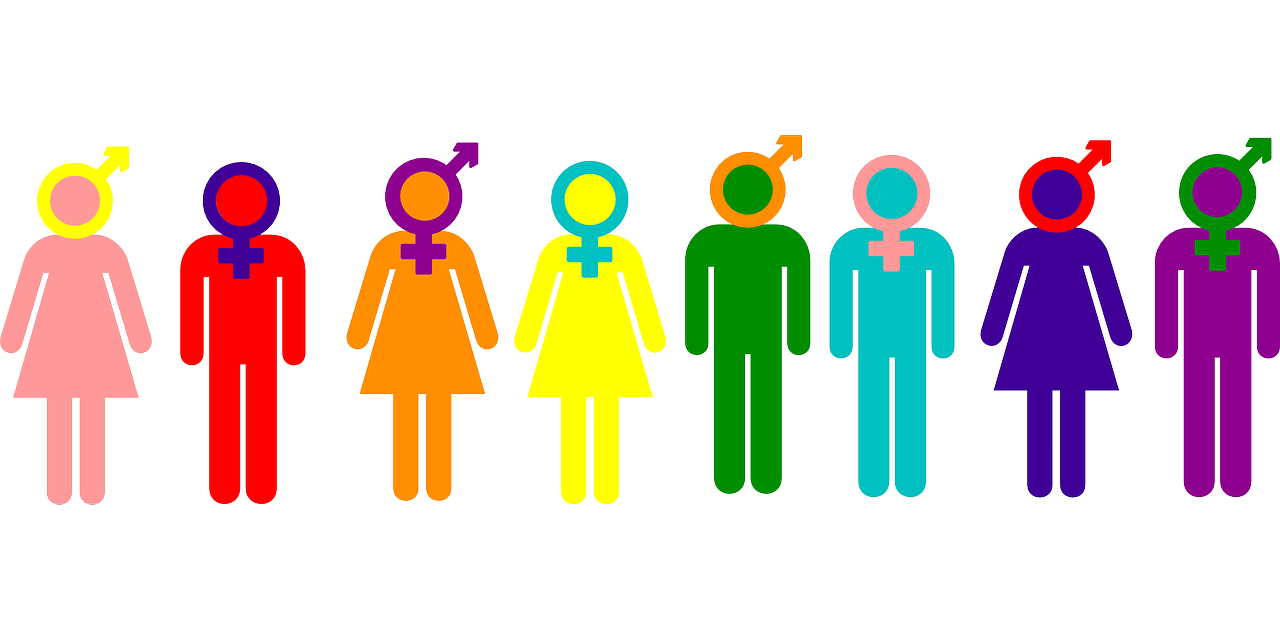
سمبل های ال جی بی تی

تنوع جنسی و جنسیتی (GSD) یا به سادگی تنوع جنسی، به تنوع تمام ویژگی‌های جنسی، گرایش‌های جنسی و هویت‌های جنسیتی اشاره می‌کند، بدون نیاز به مشخص کردن هر یک از هویت‌ها، رفتارها یا ویژگی‌هایی که این کثرت را تشکیل می‌دهند.